# Elvis Sails
Elvis Sails es un álbum editado en noviembre de 1958 que recopila entrevistas realizadas a Elvis Presley antes de su partida hacia Alemania Occidental, donde debía completar su segundo año de servicio militar. El disco incluye dos conferencias de prensa y una entrevista final conducida por el actor y locutor Pat Hernon, grabada a bordo del barco que lo transportaría a Europa. Esta última incluye efectos sonoros, como una sirena de embarcación, con el objetivo de añadir realismo a la grabación.
La idea principal de su mánager era la de mantener la imagen de Elvis en los medios, mientras su estrella se ausentaba de los escenarios, como para asegurarse de que el éxito de su carrera continuase intacto todo ese tiempo.
A pesar de no contener material musical, el álbum registró ventas estimadas entre 60 000 y 100 000 copias. Logró ingresar al ranking Billboard Hot 100, donde alcanzó el segundo puesto.

## Contexto histórico
En 1957, mientras filmaba King Creole, Elvis Presley fue notificado de su reclutamiento por el Ejército de los Estados Unidos. Aunque inicialmente se le propuso formar parte de las Fuerzas Especiales para ofrecer espectáculos a las tropas, su mánager, Tom Parker, rechazó la oferta al considerar inaceptable que Presley actuara sin remuneración. En su lugar, Presley se alistó como soldado raso, decisión que también fue vista como una estrategia para mejorar su imagen pública ante los sectores más conservadores de la sociedad estadounidense. Antes de alistarse formalmente, dejó grabaciones listas para mantener su presencia en las radios durante su ausencia.
Elvis ingresó al servicio militar en marzo de 1958, con amplia cobertura mediática, realizando su entrenamiento básico en Fort Hood, Texas, donde se le permitió residir con su familia y continuar grabando música. Posteriormente fue destinado a la Tercera División Blindada en Friedberg, Alemania Occidental, país donde Estados Unidos mantenía presencia militar. Su partida fue acompañada por un acto público y mediático que incluyó una conferencia de prensa, una banda musical interpretando sus temas y el lanzamiento del disco titulado Elvis Sails.
Antes de partir, durante el transcurso de las entrevistas, Elvis dejó en claro que si durante su estadía en el ejército el rock and roll muere, él renunciaría a seguir cantando y se convertiría en un buen actor.

## Lista de títulos
| N.º  | Título                                                                        | Duración |  |
| 1.   | «Press Interview With Elvis Presley»                                          | 5:26     |  |
| 2.   | «Elvis Presley's Newsreel Interview»                                          | 2:20     |  |
| 3.   | «Pat Hernon Interviews Elvis In The Library Of The U.S.S. Randall At Sailing» | 2:05     |  |
| 9:51 |                                                                               |          |  |

## Listas
| Listas (1958)     | Posición alcanzada |
| ----------------- | ------------------ |
| Billboard Hot 100 | 2                  |